# Wellton Hills
Wellton Hills – jednostka osadnicza w Stanach Zjednoczonych, w stanie Arizona, w hrabstwie Yuma.